# Carlos Maestro Toletti
Víctor Carlos Rabindranath Maestro Toletti (Montevideo, Uruguay, 5 de octubre de 1925 - Montevideo, Uruguay, 24 de agosto de 2005), fue un magistrado uruguayo, quien se desempeñó como miembro del Tribunal de lo Contencioso Administrativo entre 1977 y 1985.

## Primeros años
Nació en Montevideo el 5 de octubre de 1925,hijo de Pascasio Víctor Maestro Seirullo y de Rosa Orfilia Toletti Lavagna. 
Cursó estudios en la Facultad de Derecho de la Universidad de la República, donde obtuvo el título de abogado en 1951.
A partir de 1955 se desempeñó como funcionario letrado del entonces Consejo del Niño.

## Juez de Paz
En marzo de 1958 inició su carrera judicial al ser nombrado Juez de Paz de la 12° sección judicial de Paysandú, con sede en la ciudad de Paysandú. 
En diciembre de 1959 fue trasladado al Juzgado de Paz de la primera sección judicial de Maldonado, con sede en la ciudad de Maldonado.

## Juez Letrado en la capital
En marzo de 1962 fue ascendido a Juez Letrado de Rivera.
En febrero de 1963 pasó a ocupar la titularidad del Juzgado Letrado de Cerro Largo, y en octubre de 1964 fue nuevamente trasladado al Juzgado Letrado de Primer Turno de Paysandú.
En marzo de 1965 fue ascendido a cumplir funciones en Montevideo, inicialmente como Juez Letrado del Trabajo de Primer Turno.
A partir de mayo de 1966 se desempeñó como Juez Letrado en lo Civil de Segundo Turno.

## Tribunal de Apelaciones
En diciembre de 1975 recibió un nuevo ascenso al ser designado como uno de los integrantes del Tribunal de Apelaciones del Trabajo, que acababa de crearse.
En marzo de 1977 fue trasladado al Tribunal de Apelaciones en lo Civil de Primer turno,en el que permaneció durante solo unos meses.

## Tribunal de lo Contencioso Administrativo
En efecto, el 19 de octubre de 1977 fue elegido en forma unánime por el Consejo de la Nación como miembro del Tribunal de lo Contencioso Administrativo, junto a César Canessa y a Ramiro López Rivas, para cubrir las vacantes generadas por los ceses de Horacio Hughes, Arturo Figueredo y Gilberto Echeverry.
Fueron los primeros magistrados en ingresar al Tribunal de lo Contencioso Administrativo luego del dictado del Decreto Constitucional-Acto Institucional número 8, el 1 de julio de 1977, en el marco de la dictadura cívico militar instaurada en 1973, por el que se modificaron las normas constitucionales referentes a dicho tribunal, dejando de funcionar en forma independiente de los poderes del Estado y pasando a depender administrativamente del Poder Ejecutivo bajo la denominación de Justicia Administrativa.
Maestro ocupó la Presidencia del TCA en el año 1981.
El 10 de noviembre de ese año se dictó el Decreto Constitucional-Acto Institucional número 12, que derogó el número 8 y restableció la autonomía del TCA como organismo respecto del Ministerio de Justicia.
Al finalizar la dictadura militar, la Asamblea General democráticamente electa que asumió funciones el 15 de febrero de 1985 resolvió, en sesión celebrada en la noche del 6 al 7 de mayo, declarar vacantes la totalidad de los cargos de la Suprema Corte de Justicia y del Tribunal de lo Contencioso Administrativo, por entender que los integrantes que permanecían en ellos (en el caso del TCA, Maestro, Francisco D'Angelo, Orlando Olmedo, Héctor Clavijo y José Julio Folle) carecían de investidura legítima por haber sido designados durante el período dictatorial, y entendió que el plazo de 90 días con que contaba para llenar dichas vacantes corría a partir de la instalación del Parlamento. Los integrantes del TCA acataron la decisión y presentaron su renuncia.
Al borde de finalizar el plazo constitucional, el 15 de mayo de 1985, la Asamblea General eligió a los nuevos integrantes del Tribunal, José Roberto Figueroa Martínez, Luis Alberto Galagorri, Luis Torello, Manuel Díaz Romeu y Folle, siendo este el único reelecto y que continuó en su cargo de los actuantes en el período anterior.

## Actividades posteriores. Vida personal. Fallecimiento
Con posterioridad a su retiro de la magistratura, Maestro fue designado en 1988 como vocal honorario del Patronato Nacional de Encarcelados y Liberados.
Contrajo matrimonio en 1957 con Elida Alberta Pacheco.
Carlos Maestro Toletti falleció en Montevideo el 24 de agosto de 2005,poco antes de cumplir 80 años de edad.